# Carige scutilimbata
Carige scutilimbata là một loài bướm đêm trong họ Geometridae.